# Старые Дольцы
Старые Дольцы — упразднённое село в Белёвском районе Тульской области России.

## Топоним
Прежние названия:	Егорье, Дольцы Старые.
В просторечии село называли «Погостом».

## География
Село располагалось на возвышенном правом берегу речки-ручья Злакомы — притока Оки, в 24 км от районного центра Белёва.

## История
В письменных источниках село с церковью упомянуто в «Писцовой книге 1630—1632 гг», где сказано, что деревянная церковь во имя святого великомученика Георгия была построена священником Федулом Ермолаевым сыном Назарьевым и дьячком Осипом Назарьевым на Долецком погосте. В 1833 году церковь из-за своей ветхости от ветра наклонилась на бок. И только в 1873 году благодаря стараниям церковного старосты крестьянина деревни Федяшево Матвея Степановича Коняхина была капитально перестроена. Были заменены венцы сруба стен и кровля. Пятиярусный иконостас не перестраивался и сохранил иконопись XVII века.
В церковный приход в разное время входили: само село, сельцо Уткино, деревни: Федяшево, Воронец, Михнево и полдеревни Бедринцы. В 1859 и в 1915 году в селе насчитывалось 4 двора церковного причта. Село имело выселки — «Дольцы Новые».

## Население
| Годы      | 1859 | 1915 |
| --------- | ---- | ---- |
| Население | 13   | 21   |